# Huê
Pour les articles homonymes, voir Hue.

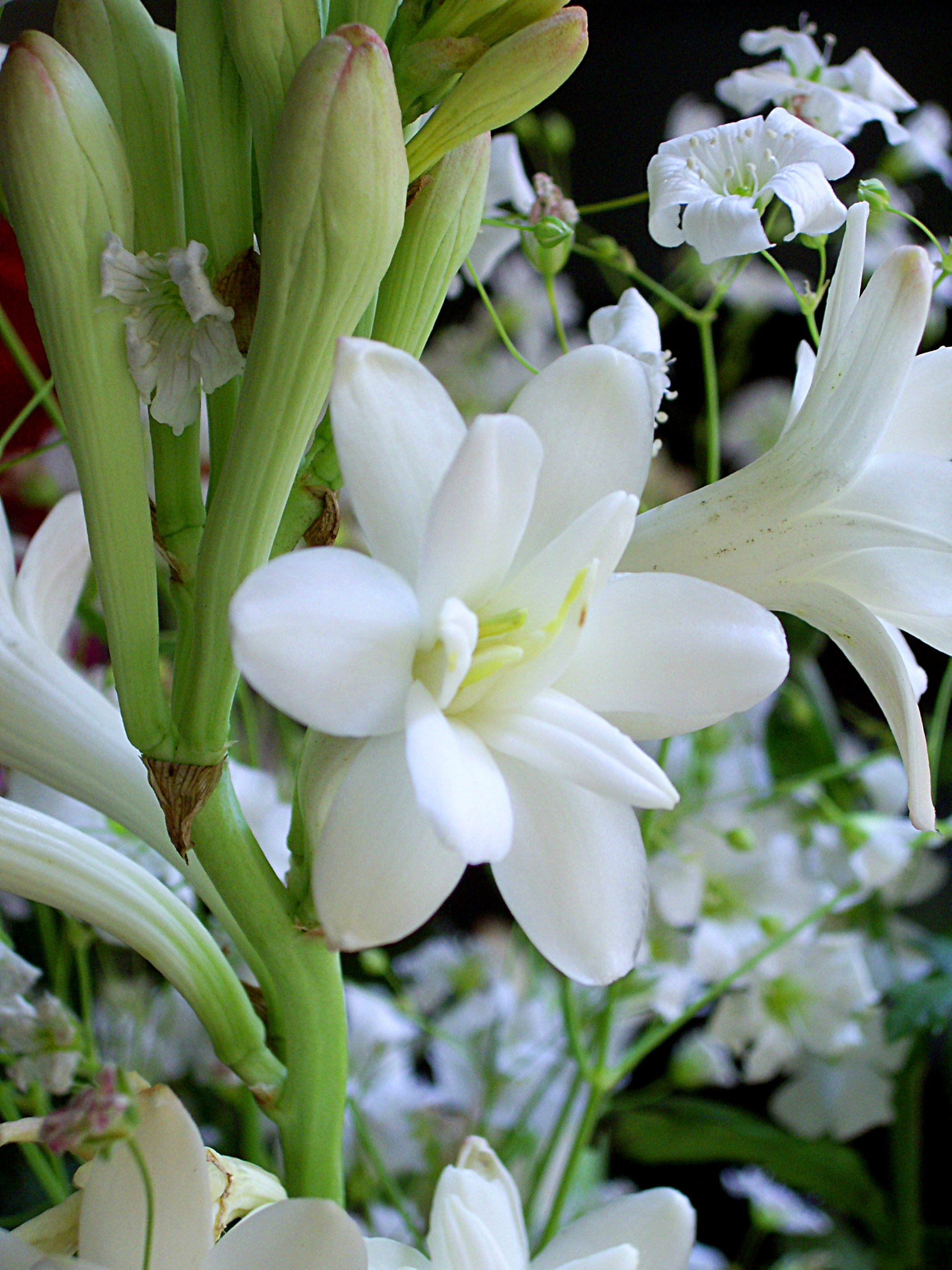
Polianthes tuberosa.

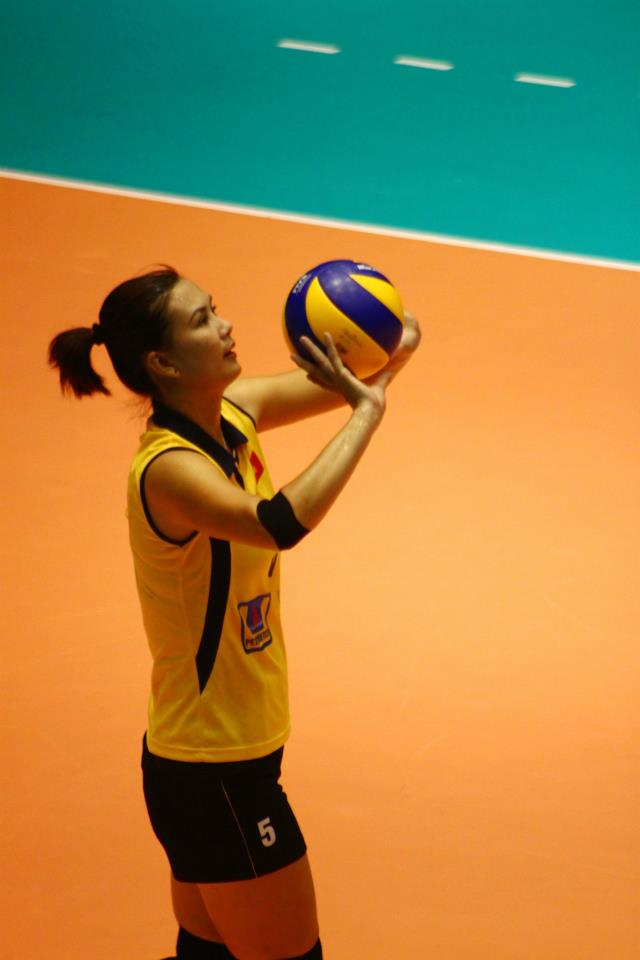
Phạm Thị Kim Huệ.

Huê ou Huệ est un prénom féminin vietnamien signifiant « lys »,.

## Étymologie
Huê (en vietnamien : Huệ) vient du sino-vietnamien 花 (hoa, huê)[réf. souhaitée] et désigne la tubéreuse (Polianthes tuberosa), une plante de la famille botanique des Agavaceae qui n'est pas exactement un lys (famille des Liliaceæ) mais qui lui ressemble.

## Prénoms composés
- Kim Huệ : lys d'or ;
- Linh Huệ : lys sacré.

## Personnalités portant ce prénom
- Phạm Thị Kim Huệ (en) (née en 1982), joueuse vietnamienne de volley-ball.